# Dennica (obwód Jamboł)
Dennica (bułg. Денница) – wieś w południowej Bułgarii, w obwodzie Jamboł, w gminie Bolarowo.

## Mapa
- Położenie w bgmaps.com